# Южный Урал (мини-футбольный клуб)
МФК Южный Урал - мини-футбольный клуб из города Челябинска, Челябинская область. Выступает в Высшей лиге. В сезоне 2018/2019 получил профессиональный статус, что позволило выступать в кубке России по мини-футболу.

## История создания клуба
Мини-футбольный клуб «Южный Урал» был создан в 2009 году. Первым тренером команды стал Саит Айткулов.
С 2010 по 2014 год команда играла в  Первенстве России среди команд Первой лиги, зона «Урал».
В сезоне 2013/2014 заняли III место, в результате чего перешли играть в Высшую лигу «Б», зона «Урал».
Вратарь Тимошенко Дмитрий был признан «Лучшим вратарём» Лиги сезона 2013/2014. Мирошниченко Александр – лучший бомбардир конференции «Восток» сезон 2018/2019 годов.В сезоне 2020/2021 были проведены кадровые замены. На должность старшего тренера был приглашён Нуржан Алымкулович Джетыбаев, мастер спорта международного класса. Произошло полное обновление состава команды. Костяк команды составили воспитанники спортшкол города Челябинска и Челябинской области: Артём Грицай, Сергей Зинюк, Данил Денов, Евгений Платонов, Егор Мишура. Результатом изменений стало 7 место в регулярном чемпионате, и впервые в истории, выход в 1/8 финала плей-офф Восточной конференции Пари-Матч Первенства России по мини-футболу. 
В сезоне 2023/2024 в клубе произошли кадровые изменения, на должность директора был назначен Егор Юрьевич Мишура. В сезоне 23/24 в кубке России коллектив из Челябинска вышла из группы,  но уступил в  второй стадии конференции «Восток» дважды , в начале МФК ИрАЭРО, а затем «МФК Кузбасс», что не позволило выйти в 1/8 Кубка страны.

## Достижения
- Первенство России по мини-футболу среди команд Высшей лиги зона «Урал»: 2013/2014,2014/2015,2015/2016 (3 раза)
- Кубок России по мини-футболу 2023/2024 : вторая групповая стадия конференции «Восток».

## Состав команды
Основной состав согласно сайту клуба  на 02.03.24
| Номер | Позиция    | Имя               | Гражданство |
| ----- | ---------- | ----------------- | ----------- |
| № 35  | Вратарь    | Глеб Скоробогатов | Флаг России |
| № 38  | Вратарь    | Данил Казачков    | Флаг России |
| № 77  | Вратарь    | Антон Бурнашев    | Флаг России |
| № 99  | Нападающий | Игорь Егоров      | Флаг России |
| № 11  | Нападающий | Александр Черанев | Флаг России |
| № 69  | Защитник   | Максим Арсенов    | Флаг России |
| № 10  | Защитник   | Рамиль Гулиев     | Флаг России |
| № 93  | Универсал  | Данил Денов       | Флаг России |
| № 74  | Универсал  | Евгений Платонов  | Флаг России |
| № 72  | Универсал  | Егор Березин      | Флаг России |
| № 14  | Универсал  | Вячеслав Ненов    | Флаг России |
| № 3   | Универсал  | Кирилл Николаев   | Флаг России |
| № -   | Универсал  | Данила Чиркин     | Флаг России |
| № 7   | Нападающий | Анар Шакиев       | Флаг России |

### Административно-тренерский штаб
Директор - Егор Юрьевич Мишура
Главный тренер -  Нуржан Алымкулович Джетыбаев
Врач команды - Сергей Витальевич Макаров

## Известные игроки
- Егор Мишура

## Стадион
Домашние матчи проводит в спортивном комплексе «Метар-Спорт», вмещающем 1500 зрителей. Так же на этой арене проводит свои матчи и  женская волейбольная команда “Динамо-Метар». С сезона 23/24 так же играет матчи в СК «Рифей» в посёлке Кременкуль.